# Јакобинци
Јакобинци су били демократски оријентисани револуционари у доба Француске револуције, а име су добили по самостану светог Јакова у Паризу где им је било седиште. На челу им се налазио Максимилијан Робеспјер. Тражили су већа права за ситно грађанство и укидање неједнакости засноване на богатству. Основали су комитет јавног спаса и створили народну војску у којој се нашао млади Наполеон Бонапарте. Донели су 1793. године устав којим су укинути сви остаци феудализма.

## Почетак
Јакобински клуб настао је 1789. године, непосредно након избијања Револуције. Тада је то била група бретањских посланика која се окупљала да би разматрала питања која ће бити изнета пред Народну скупштину. У Скупштини су седели на највишим столицама, заједно са осталим Монтањарима. Састају се од 1789. године у доминиканском манастиру Светог Јакова (по коме су и добили назив) у улици Сент Хоноре под именом „Друштво пријатеља устава“. Јакобинци привлаче и клубове покрајинских градова. Састав јакобинског клуба у почетку је био шарен; чинили су га представници средње, ситне и крупне буржоазије. Клуб фејантинаца (Лафајетова странка) одваја се од Јакобинског клуба 1791. године. То су учинили наметањем високе чланарине коју припадници средње буржоазије нису могли плаћати. Буржоазија, јединствена до 1791. године, распала се после Варена. У скупштини су и даље сви посланици припадали буржоазији. Десница је имала 264 посланика који су припадали фејантинцима. Они су били и против демократа; тражили су ограничену монархију и превласт буржоазије, као што је то предвиђао устав из 1791. године. Но, фејантинци се деле у две групе: ламетисти (под вођством Ламета) и фајетисти (под вођством генерала Маркиза де Лафајета). Левицу, 136 посланика, углавном је сачињавао народ из јакобинског клуба. Предводили су их новинар Брисо (који постаје вођа жирондинаца, јакобинаца из покрајине Жиронде) и филозоф Кондорсет, издавач Волтерових дела. Центар је чинила маса од 345 посланика, независни или конституционалисти, одани револуцији, али без одређеног мишљења и угледних људи. То је био састав нове, Законодавне скупштине, која је заменила уставотворну скупштину након доношења првог француског устава.

### Сукоб са жирондинцима и фејантинцима
Након избијања Француских револуционарних ратова долази до првих сукоба јакобинаца са једне и фејантинаца и жирондинаца са друге стране. До објаве рата дошло је после смрти немачког цара Леополда II (1. март 1792) кога је наследио ратоборни Франц II (1792-1836). Тиме избија рат који не престаје до 1815. године. У Арденима се Лафајет није ни помакао. Робеспјер га критикује и нема поверења у њега. Лафајет је изјавио да је са војском спреман да пође на Париз, против јакобинаца. Војни неуспеси подстакли су национални занос. Неки жирондински министри отпуштени су од стране краља. Жирондинци су упутили апел народу – прогласом „Домовина је у опасности“. Војска пруског војводе Брауншвајга прелази на француску територију. Јакобинци су заборавили на непријатељство са жирондинцима због опасности од непријатеља. Опремају се нови батаљони. Проглас је ујединио народ. Међутим, национално јединство осујетили су жирондинци који су повели тајне преговоре са двором. Луј их је одбио, а народ се побунио. Жирондинци осуђују ове немире. Тиме осуђују себе и свој поредак из 1791. године.
Париз и цела земља дигла се на устанак против монархије 10. августа 1792. године. Робеспјер је нападао жирондинце који преговарају са краљем и тражи укидање Скупштине и увођење Конвента. Он је и организовао побуну. Помогли су му бретонски федералци 30. марсељског, побуњеници предграђа Сент Антоан, певајући химну која је по њима названа Марсељезом. Федералци су на Робеспјеров подстицај формирали тајни директоријум. Париска руља заузима палату Тиљерије и масакрира краљеву Швајцарску гарду. Краљ је на савет жирондинаца напустио дворану и склонио се у Скупштину. Скупштина се није изјаснила за свргавање већ за удаљавање краља. Изгласала је и сазивање Конвента прихватајући Робеспјеров захтев. Тиме је поражена висока буржоазија и либерално племство који су и подигли револуцију. Пасивни грађани, занатлије и трговци, на челу са Робеспјером, улазе на политичку позорницу. Генерал Лафајет је 19. августа прешао Аустријанцима.

### Долазак на власт
Порази у Белгији 1793. године изазивају национално буђење у Паризу. Револуционарни суд формиран је 10. марта 1793. године. Сукоб Жиронде и Монтање (јакобинци и кордиљери) је у завршној фази. Робеспјер је са нападима отпочео 3. априла. У департманима Жиронда сарађује са аристократијом. Жиронда је отпочела борбу против монтањарске тврђаве, Париске комуне, за коначну побуну. Комисија дванаесторице наредила је маја хапшење Ебера због писања у свом листу. Устанак Монтање отпочео је 31. маја на исти начин као и 10. августа; масу су чинили париски санкилоти. Делегати секција Комуне појавили су се пред Конвентом око 5 сати увече. Комисија дванаесторице је укинута те се устаници повлаче. Другог јуна поново избија покрет. Устанички одбор опколио је Конвент са око 80.000 људи из Националне гарде. Немоћни чланови Конвента су се покорили. Конвент је донео одлуку о хапшењу 29 посланика Жиронде. Тиме је завршена борба Монтање и Жиронде. Жирондинци су пали са власти, а отпочео је период јакобинске власти.

## Јакобински Конвент
Први задатак Монтање био је да умири народне покрете. То је учинила доношењем нових закона. Емигрантска добра подељена су сиромашним сељацима. Укинута су сва феудална права без накнаде. Изгласан је нов устав (1793). Декларација права која му претходи је напреднија од Декларације из 1789. године. Устав је прихваћен са 1.800.000 према 17.000 гласова. Резултати су проглашени симболично 10. августа 1793. године. Револуционарна армија Монтање постиже успехе. Устанци у Лиону, Нормандији и Франш-Контеу, Бордоу, Авињону и Марсеју су угушени. Међутим, шири се побуна у Вандеји. Енглези на северу започињу борбу и предузимају опсаду Данкерка. Пруси на Рајни, под вођством Брауншвајга, заузимају Мајнц. На Алпима је Келерманова армија потиснута од стране Пијемонтеза, а Шпанци на Пиринејима прелазе у офанзиву. Врхунац кризе је убиство Жан Пола Маре 13. јула 1793. године. Убила га је млада ројалисткиња из Нормандије, Шарлота Корде. Мара је представљао једног од вође Монтање, једног од тријумвира (уз Дантона и Робеспјера). Његово убиство постигло је супротан ефекат; жељу за осветом. Париз му је приредио величанствену сахрану 15. јула. Постао је „Мученик слободе“, а његово попрсје заменило је касније крстове у црквама. Постао је једно од божанстава „светог тројства“ револуционарног Пантеона.
Око Мариног наслеђа отимају се Ебер и странка Бесних. Робеспјер долази на чело Комитета јавног спаса. Он је речит, непристрасан, носи надимак „Непоткупљиви“ и има поверења у санкилоте. Отпочео је борбу за наклоност санкилота против Бесних и ослободио је Конвент њиховог притиска. Главни аргумент код санкилота Бесни су изгубили Робеспјеровим законом о житу који је за Париз набавио довољну количину намирница. Робеспјер је истовремено устао и против умерених борећи се да влада остане револуционарна до закључења мира. Међутим, притисак народа био је и даље јак. Народ се бунио због економске кризе. Конвент и Комитет јавног спаса су тешка срца пришли увођењу терора.
Револуционарни одбори почињу хапсити сумњиве на подстрек Париске комуне. Усвојен је „закон о сумњивима“ који је омогућавао јакобинцима да ударе на све своје непријатеље. Сумњива је била чак и родбина емиграната уколико се отворено не изјасни за револуцију. Максимизиране су цене животних намирница и плате. Савладани Конвент дао је поверење Комитету јавног спаса. Коначно, 10. октобра 1793. године, донета је одлука којом је француска влада револуционарна до закључења мира. Министри и сва тела стављена су под надзор Комитета јавног спаса. Последица тога је избијање револуционарног терора – Јакобинске диктатуре.

### Јакобинска диктатура
Сви напори јакобинаца и Комитета усмерени су победи на фронтовима и разбијању контрареволуције у земљи. Комитет је озаконио репресију власти. То је и време најјачег утицаја санкилота. Комитет је покушао да га ограничи што доводи до постепеног расцепа између јакобинаца и санкилота. Терор је организован септембра 1793. године. Осуђено је на смрт 66 особа (четвртина од особа изведених пред Револуционарни суд). Октобра почиње извођење жирондинаца пред Револуционарни суд. Покренут је процес и против Марије Антоанете. Бивша краљица је гиљотинирана 16. октобра 1793. године. Процесуирани жирондинци погубљени су 31. октобра. У последња три месеца 1793. године смртном казном осуђено је 45% оптужених.
Друга тековина јакобинског терора је дехристијанизација Француске и увођења култа Разума. Прва мера је увођење револуционарног календара. Дана 16. бримера Конвент је донео одлуку да се свака општина мора одрећи католичке вере. Црква Нотр Дам посвећена је Разуму. Развија се култ мученика, настао од народног обожавања Жан Пола Маре. Уз њега су стављени и Лепелетје и Шалије које је гиљотинирала лионска контрареволуција. Створено је револуционарно тројство. Њихове слике замењују иконе у црквама које постају храмови Разума. Робеспјер је био против дехристијанизације и успео је у Конвенту издејствовати слободу исповедања вере. Он је творац новог култа, Култа Врховног бића. Култ Врховног бића створен је као пандант Култу Разума и постепено стиче предност. Оба култа забраниће Наполеон Бонапарта уставом из 1801. године.

### Сукоб са кордиљерима
Ликвидација Бесних и обустава дехристијанизације подстакла су на јесен 1793. године Комитет јавног спаса да се одвоји од народног покрета, што је значило да се мора препустити на милост и немилост Конвенту. Јединство Монтање срушиле су две афере познате као „Завера иностранства“ и „Афера са Индијском компанијом“. Револуција је примала у своје редове многе избеглице из других држава. Странци су били повезани са страним пословним људима и њихова улога је била више него сумњива. Они су лихварили приликом снабдевања армија и шпекулисали с падом вредности асигната. Неки Дантонови пријатељи ухапшени су као припадници ове завере. Расцем Монтање проузроковала је друга афера, афера са Индијском компанијом. Откривени су револуционари који су од Индијске компаније примили 500.000 ливара мита како се она не би ликвидирала. Дантон тада није био у Паризу; одмарао се на својим поседима. Обавештен о аферама у којима су компромитовани његови пријатељи, он се нагло вратио у Париз. Дантон стаје на страну Робеспјера против дехристијанизације. Међутим, Дантовде је довело у лош положај откривање лажног решења о ликвидацији Индијске компаније. Долази до раскида Дантона и Робеспјера, односно кордиљераца (умерених) и јакобинаца (левичара). Отпочиње борба између двојице тријумвира. Комитет јавног спаса је изгубио стрпљење и наредио хапшење вођа кордиљераца на челу са Дантоном (13/14. март 1794). Конвент је подигао оптужницу против учесника афере Индијске компаније; догађај познат као жерминалски процеси. Робеспјер је у патетичном говору прогласио Дантона својим непријатељем. Дантон је на процесу показао изузетну реторичност и успео је одузети реч свим тужитељима. То га није спасло. Гиљотиниран је 5. априла 1794. године.

### Институције јакобинског терора
Основе нове јакобинске владе изложене су у Робеспјеровом извештају „О начелима револуционарне владе“ (октобар 1793). Револуционарна влада је ратна влада. Када непријатељ буде побеђен, она ће поново постату уставна влада. Будући да је у рату, влада делује ванредно и има право ломити све отпоре. Има у рукама присилу, тј. терор. Конвент је чувар највише власти. После жерминалских процеса, власт је, међутим, у рукама Робеспјерових одбора: Комитет јавног спаса и Комитет јавне безбедности (владини одбори). Комитет јавног спаса (врста Министарства спољних послова), до тада биран сваког месеца, сведен је на 11 чланова, међу којима су Робеспјер, Сен Жист и Кутон, вође јакобинаца. Сви јавни органи и службеници налазе се под руководством овог Комитета. Он наређује хапшења и руководи привредом земље. Комитет јавне безбедности такође је биран сваког месеца. Он се учврстио касније. Под његовим надзором је, од септембра 1793, све што се односи на људе и општу тајну полицију. Комитет јавне безбедности (врста Министарства унутрашњих послова) задужен је и за примену закона о сумњивцима. Руководи полицијом и револуционарним правосуђем. Представља министарство терора.
Револуционарни суд, именован од Конвента, суди по кратком поступку без права апелације Врховног суда. Судио је пре свега емигрантима и вандејским устаницима. Према њима поступа као према људима ван закона, а поступак се често састоји само у констатовању идентитета оптуженог и изрицања смртне казне. Суди се и сумњивцима, у коју је категорију убрајан широк слој грађана – од противника револуција 10. августа и 31 маја - 2. јуна, до породица емиграната, богаташа који гомилају новац, произвођача и трговаца који крше одредбе о максимизирању цена. Законом од 22. преријала (10. јуна 1794) легализован је јакобински терор. Укинута је одбрана (адвокати) и истражни поступак; поротници се морају задовољити само моралним доказима. Судија има две опције: слобода или смрт. Доналд Грин је проценио да је у револуционарном терору јакобинаца убијено између 35.000 и 40.000 људи. Према социјалном статусу, 85% осуђених припадало је бившем „трећем сталежу“, а само је 8,5% племића и 6,5% свештеника.

## Пад јакобинаца
Максимилијан Робеспјер је, са својим сјајним способностима, у периоду 1793-1794. године био стварни шеф владе у очима револуционарне Француске. Међутим, он није пазио на осетљивост својих колега. Био је строг према другима као и према самом себи. То је изгледало као славољубивост за шта је Робеспјер и оптужен најпре од стране жирондинаца, а потом и од стране кордиљераца. Један од противника Робеспјера био је и Карнот који је критиковао његове војне планове и изругивао се култу Врховног бића. Робеспјер је престао долазити у Комитет средином месидора. Сукоб са Карноом, Колоом и Биљо-Вареном (подржавао их и Плејн, односно буржоаски конзервативци) Робеспјер је одлучио да изнесе пред Конвент. Међутим, кобна грешка била је та што је одбио да именује посланике које је оптуживао. Сви који су имали и мало греха осетили су се угроженим. Ова грешка коштала је Максимијана Робеспјера власти и живота. Његови противници су радили. Деветог термидора (27. јул 1794) седница Конвента почела је у 11 сати. Сен Жист је узео реч, али су завереници онемогућили њега, а затим и Робеспјера да говоре. Један од завереника, Луше, предложио је да се подигне оптужница против Робеспјера. Одлука је једнодушно изгласана. Поред њега, оптужени су и Максимилијанов брат, Августин Робеспјер, као и Кутон и Сен Жист; вође јакобинског терора. Лебас је затражио да му припадне част да буде ухапшен. Слабо је организован и лоше вођен покушај подизања устанка Париске комуне. Устају и чланови париске гарде и санкилоти. Комуна је била изразито моћнија у артиљерији (32 према 17 топова), али се није нашао неко ко ће је водити. Посланици који су ухапшени су ослобођени. Конвент се, међутим, поново састао и ставио устанике ван закона. Барас је задужен да сакупи оружану снагу. У два сата ујутро, Барас је кренуо на Општинску већницу и заузео је на препад. Комуна је побеђена без борбе. Десетог термидора (28. јула 1794) увече, без суђења, на гиљотини су погубљени Максимилинан Робеспјер, Августин Робеспјер, Луј Антоан Сен Жист, Жорж Кутон и деветнаест њихових присталица. Следећег дана погубљено је 71 особа, највише погубљених током револуције у једном дану. Моћ Париске комуне и Робеспјероваца је окончана. Послове Париске комуне 1795. године је наследио Директоријум.

## Јакобинци током владавине термидораца
Након пада Робеспјера поново су превласт успоставили „умерени“, као и 1791. године. Поред „умерених“, постојале су још две политичке струје: неоебертисти (окупљају се у Изборном клубу и представљају тежње народа) и јакобинци (присталице старог поретка). Јакобински полет долази месеца фруктидора када су посмртни остаци Жан Пола Маре пренети у Пантеон. У борби против јакобинаца, монархиста, конституционалиста и неоебертоваца, односно свих противника новог друштвеног поретка, умерени су имали два средства за акцију: штампу и банду златне младежи. Групе младића организовао је учесник термидорске реакције, пребег Фрерон (познати су као Фреронова златна младеж). Регрутовани су међу буржоаском омладином, препознавали су се по перчинима и четвртастом оковратнику на свом оделу, наоружавали се кратким тољагама и окупљали се уз повике „Доле јакобинци“ Живео Конвент“. Младићи су изазивали тучњаве крајем фруктидора нападајући јакобинце и друге угледне људе. У Комитету јавног спаса заузимају прво место.
Прекретница термидорског периода је у бримеру III године Републике. Јакобински клуб је забрањен. Изборни клуб неоебертоваца престао је одржавати седнице. Крај јакобинаца може се објаснити тиме што нису имали подршку народа у последњим седмицама свог постојања. Након тучњаве коју је организовао Фрерон, владини одбори доносе одлуку којом затварају јакобински клуб. Конвент је одлуку потврдио следећег дана. Убрзо након јакобинског, нестао је и Изборни клуб. Антитероризам и десанкилотизација вршени током зиме 1794-1795. године, познати су као бели терор. Бели терор погодио је све присталице некадашње власти. Марсељеза је проскрибована, а јакобинци су присиљавани да певају „Устанак народа против терориста“. Санкилоти протестују па су тучњаве све чешће. Маратове слике поскидане су из Конвента и Пантеона. Многи бивши терористи су похапшени.

## Јакобинци током владавине Директоријума
До обнављања јакобинског клуба долази током владавине Директоријума Директоријум је владао у слози са већином која га је изабрала и позвао је све републиканце на отпор. Ројалисти на западу изазивају нереде помогнути Енглеском. Јакобинци су делимично распоређени у управним органима, а њихова штампа је толерисана. Поново се отварају клубови. Јакобинци из Италије узели су учешћа у побуни у војном логору Гренелу која је избила услед покушаја ослобађања Граха Бабефа из затвора. Завереници имају подршку од јакобинаца из Италије. Стрељано је 30 побуњеника. До новог полета јакобинаца долази услед неуспеха Директоријума у рату Друге коалиције. Наполеон Бонапарта је након битке код Нила остао заробљен у Египту, а на европским фронтовима француске армије трпе поразе и бивају приморане на дефанзиву. Ратна криза довела је до пада утицаја Директоријума. Савети су 18. јуна 1799. године отпочели напад на Директоријум. Двојица директора отпуштени су 19. и 20. јуна и на њихово место постављен је генерал Мулин и краљоубица Роже Дико.
Јакобинци доживљавају нов успон и намећу политику јавног спаса. Њоме би се власт поново нашла у рукама санкилота, као приликом збацивања жирондинаца. Затварање јакобинског клуба означило је прекид између јакобинаца и Директоријума. Јакобинци су оптужени да желе поново ископати терор из заборава. Фуше је затворио клуб 13. августа. Није било никакве реакције. Ројалистичка побуна избила је 5. августа. Ројалисти заузимају Тулуз. Последња офанзива јакобинаца отпочела је поводом војних пораза. У Италији је поражен и убијен генерал Жубер. Енглези се искрцавају у Холандији. Журдан је предложио политику јавног спаса, али је она одбијена. Последњи јакобински успех био је тај да се издејствује закон о смртној казни свакоме ко би предложио мир.

## Председници јакобинског клуба
- 1789. - Антоан Барнав
- 1789. - Исак Рене Гај ле Шапеље
- 1789-1790. - Жак Фрасоа Мено
- 1790-1791. - Оноре Мирабо
- 1791-1792. - Пјер-Антоан Антонел
- 1792-1793. - Жан Пол Мара
- 1793-1794. - Максимилијан Робеспјер
- 1794-1795. - упражњено место председника